# جام ملت‌های اقیانوسیه ۲۰۱۲
جام ملت‌های اقیانوسیه ۲۰۱۲ نهمین دوره از مسابقات جام ملت‌های اقیانوسیه بود که توسط کنفدراسیون فوتبال اقیانوسیه برگزار شد.در پایان مسابقات تیم ملی فوتبال تاهیتی برای اولین بار به مقام قهرمانی رسید.